# Skaj ekspriess
Skaj ekspriess – rosyjskie tanie linie lotnicze, założone w 2006 przez konsorcjum z udziałem m.in. Europejskiego Banku Odbudowy i Rozwoju. Hubem linii jest port lotniczy Moskwa-Wnukowo, skąd latano do 9 innych rosyjskich miast (lipiec 2010).

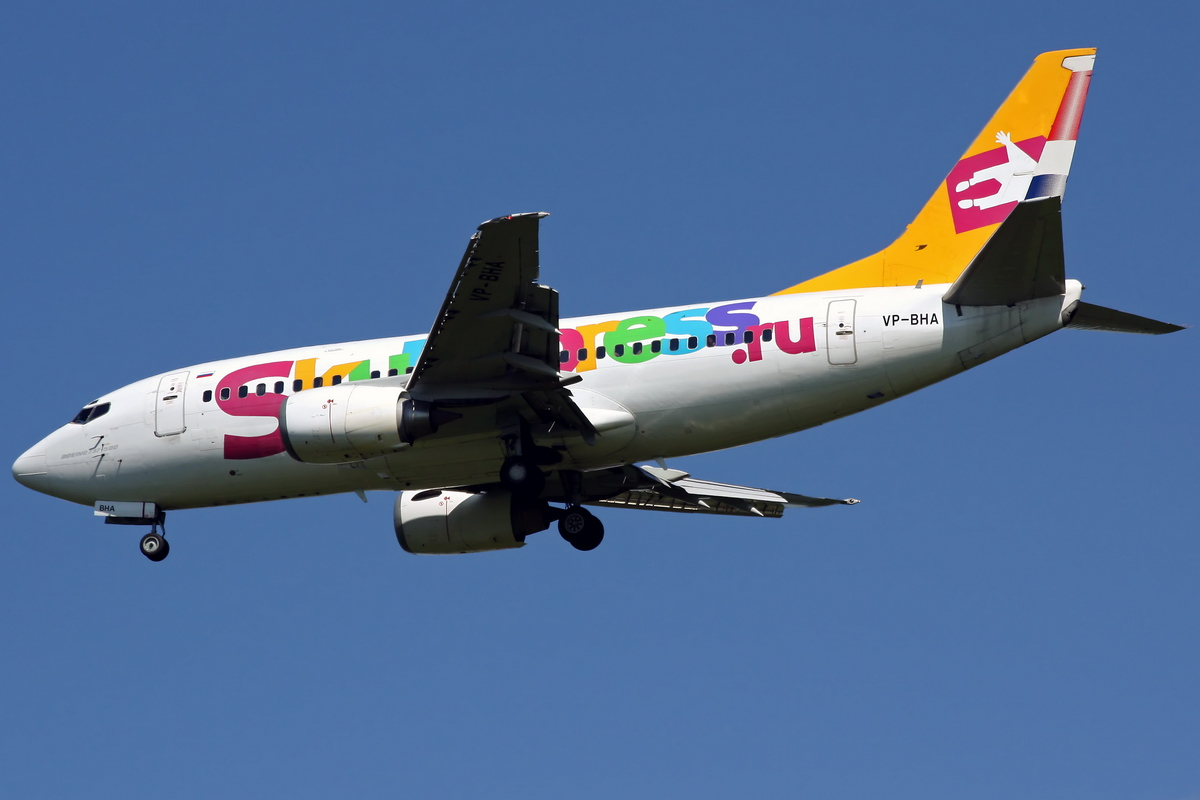
Boeing 737-529 lądujący na lotnisku Port lotniczy Wnukowo w Moskwie

## Historia

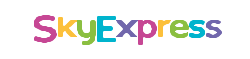
Logo linii lotniczych

Linie lotnicze Skaj ekspriess powstały w marcu 2006 przez konsorcjum inwestorów. Linie lotnicze Skaj ekspriess stały się pierwszymi tanimi liniami lotniczymi w Rosji. Swój pierwszy lot wykonały w dniu 29 stycznia 2007 na trasie z Moskwy do Soczi. Linie sukcesywnie powiększały swoją flotę oraz siatkę połączeń. W październiku 2011 linie zaprzestały działalności. 

## Kierunki lotów
- Rosja
  - Czelabińsk - Port lotniczy Czelabińsk
  - Królewiec - Port lotniczy Kaliningrad
  - Krasnodar - Port lotniczy Krasnodar
  - Jekaterynburg - Port lotniczy Jekaterynburg
  - Moskwa - Port lotniczy Wnukowo hub
  - Murmańsk - Port lotniczy Murmańsk
  - Perm - Port lotniczy Perm
  - Petersburg - Port lotniczy Petersburg-Pułkowo
  - Rostów nad Donem - Port lotniczy Rostów nad Donem
  - Soczi - Port lotniczy Soczi-Adler
  - Tiumeń - Port lotniczy Tiumeń

### kierunki czarterowe
- Hiszpania
  - Ibiza - Port lotniczy Ibiza
- Finlandia
  - Rovaniemi - Port lotniczy Rovaniemi
- Grecja
  - Heraklion - Port lotniczy Heraklion
  - Korfu - Port lotniczy Korfu
  - Rodos - Port lotniczy Rodos
- Polska
  - Warszawa - Lotnisko Chopina w Warszawie
- Portugalia
  - Lizbona - Port lotniczy Lizbona
- Serbia
  - Belgrad - Port lotniczy Belgrad
- Szwecja
  - Östersund - Port lotniczy Åre/Östersund
- Turcja
  - Stambuł - Port lotniczy Stambuł-Atatürk

## Flota
Na dzień 16 marca 2009 średni wiek floty wynosił 18,1 lat.

## Wypadki lotnicze
- 24 października 2008 - Załoga lotu Skaj ekspriess XW230 z Moskwy do Soczi odnotowała próbę przejęcia samolotu ze 132 osobami na pokładzie przez pijanego pasażera. Pasażer groził wybuchem bomby. Po wylądowaniu na lotnisku w Moskwie został aresztowany.

- 2 kwietnia 2009 - Boeing 737 linii Skaj ekspriess z 69 osobami na pokładzie wykonał awaryjne lądowanie na lotnisku Wnukowo, zaraz po starcie z tego lotniska, ponieważ załoga odnotowała wibracje pochodzące z lewego silnika samolotu[2].